# Gonkhang
Als Gonkhang (auch: Gönkhang, Gon Khang, མགོན་ ཁང་ ། Wylie mgon khang) wird im tibetischen Buddhismus ein Raum im Kloster zur Verehrung der Schutzgötter bezeichnet.

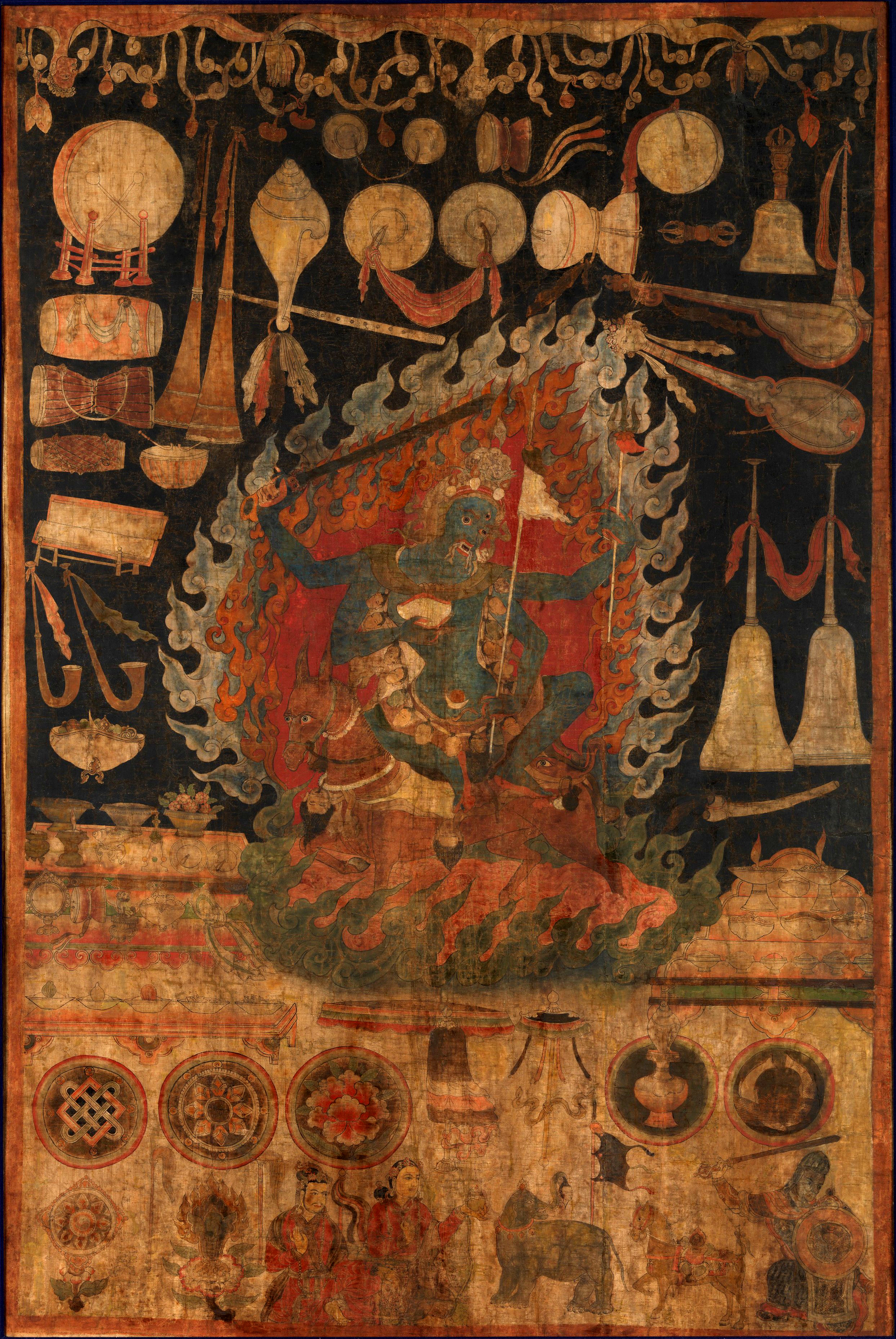
Opfer für die Göttin Pelden Lhamo. Diese Malerei stammt aus einem Gonkhang in Tibet.

## Name
Die Bezeichnung Gonkhang kommt von go po (མགོན་ པོ། Wylie mgon po) = Lord und khang (ཁང་ །) = Haus, also Haus des Lords.

## Lage und Aussehen
Der Gonkhang befindet sich oft hinter dem Versammlungsraum oder etwas abseits oberhalb des Hauptgebäudes.
Von außen ist der Gonkhang rot und von innen schwarz angestrichen.
Die Tür zum Gonkhang ist schmal und niedrig.
Er hat keine Fenster und wird innen nur von Butterlampen erleuchtet.
Im Gonkhang befinden sich ausgestopfte Tiere, furchterregende Standbilder, Darstellungen von geopferten menschlichen Schädeln, Augen und Eingeweiden.

## Bedeutung
Die Schutzgötter werden auch zornvolle Schutzgottheiten genannt.
Bei den Schutzgöttern handelt es sich meistens um gefährliche Götter und Dämonen der Bön-Religion, die in Tibet vor der Einführung des Buddhismus verbreitet war.
Nach der Überlieferung hat Padmasambhava, als er nach Tibet kam, diese gefährlichen Dämonen unterworfen und zu Schutzgöttern gemacht.
Da diese Schutzgötter/Dämonen besonders schrecklich sind, ist das Betreten des Gonkhang für Frauen verboten.
Um den Betrachter vor ihrem Anblick zu schützen, werden die Schutzgötter oft mit Tüchern verhüllt.
In diesen Überlieferungen drückt sich die Verschmelzung der alten Bön-Religion mit dem moderneren Buddhismus aus.
Die Integration des Bön in den tibetischen Buddhismus wurde offiziell, als die Tibetische Exilregierung und der Dalai Lama in den 1970er Jahren den Bön als fünfte spirituelle Schule des Tibetischen Buddhismus anerkannten.